# Lisarea ferruginea
Genre
Espèce
Lisarea ferruginea, unique représentant du genre Lisarea, est une espèce d'opilions laniatores de la familiale Nomoclastidae.

## Distribution
Cette espèce est endémique de la province de Chimborazo en Équateur. Elle se rencontre vers Sibambe.

## Description
Le mâle syntype mesure 6 mm.

## Publication originale
- Roewer, 1943 : « Über Gonyleptiden. Weitere Weberknechte (Arachn., Opil.) XI. » Senckenbergiana, vol. 26, p. 12–68.